# The Remixes III 〜Mix Rice Plantation〜
『The Remixes III 〜Mix Rice Plantation〜』（ザ・リミキシーズ・スリー・ミックス・ライス・プランテーション）は、日本の音楽グループEvery Little Thingが2002年2月27日に発売した4枚目のリミックス・アルバムである。

## 概要
『FOREVER YOURS』から『jump』までのシングル、ベスト・アルバム『Every Best Single +3』収録の「キモチ」から構成されたリミックス・アルバムである。シングル『Someday, Someplace』、『Pray』、『JIRENMA』や3枚目のアルバム『eternity』、4枚目のアルバム『4 FORCE』の収録曲は収録されていない。
『THE REMIXES』シリーズの過去2作品とは趣が異なる。それまではハウス、テクノといったダンスフロア向けのリミックスだったのに対し、ラウンジやカフェを意識したリミックスが本作に収録されている。16枚目のシングル『愛のカケラ』からリミックスの路線変更が徐々に図られていた。
「jump -*cbsmgrfc obrigado mix-」はビデオ・クリップが存在し、ビデオ・クリップ集『THE VIDEO COMPILATION III』に「jump (-*cbsmgrfc obrigado PV mix-)」として収録されている。
ブックレットに音楽雑誌『remix』編集部の春日正信によるコメントが記載されている。
リミックス・アルバム『Cyber TRANCE presents ELT TRANCE』と同日発売。

## 収録曲
1. jump -*cbsmgrfc obrigado mix-
リミックス：Cubismo Grafico
19thシングルのカップリング曲「jump (Cubismo Grafico Mix)」とはミックスが若干異なる。
2. Over and Over -A mais querida remix-
リミックス：Sunaga 't Experience
3. FOREVER YOURS -SUNFLOWER MIX-
リミックス：高浪敬太郎
4. The One Thing -*cbsmgrfc topgear mix-
リミックス：Cubismo Grafico
5. 愛のカケラ -Smoove Mix-
リミックス：春川仁志
6. sure -Grow Sound Mix-
リミックス：DJ SOMA & 春川仁志（Grow Sound）
7. Smile Again -JIN JIN MIX-
リミックス：高浪敬太郎
8. fragile -fpm bitter sweet samba mix-
リミックス：Fantastic Plastic Machine（田中知之）
9. Graceful World -PROMISED MIX-
リミックス：高浪敬太郎
10. Rescue me -Grow Sound Mix-
リミックス：DJ SOMA & B.K.O（Grow Sound）
11. NECESSARY -feeling is jammin' Mix-
リミックス：春川仁志
12. Get Into A Groove -Sunaga 't Experience's remix-
リミックス：Sunaga 't Experience
13. キモチ -*cbsmgrfc blissfull mix-
リミックス：Cubismo Grafico